# Psycho IV: The Beginning
Psycho IV: The Beginning (bra: Psicose 4 - A Revelação; prt: Psycho 4 - O Começo) é um telefilme estadunidense de 1990, dos gêneros drama, suspense e terror, dirigido por Mick Garris.
Continuação de Psycho III, é o último da franquia estrelado por Anthony Perkins, que morreria por complicações relacionadas à SIDA dois anos após o lançamento.[carece de fontes?]

## Sinopse
Norman Bates deixou a clínica mental esteve internado alguns anos. Ele se casara com a enfermeira Connie, que espera um filho seu. Entretanto, Norman teme que seu filho tenha os mesmos problemas mentais que ele teve. Um dia, ao ouvir um debate em um programa de rádio, onde o matricídio está em discussão, Norman resolve ligar para lá. Ele passa a contar uma série de fatos ocorridos em sua infância, envolvendo sua mãe Norma. 

## Elenco
- Anthony Perkins ..... Norman Bates
- Henry Thomas ..... jovem Norman Bates
- Olivia Hussey ..... Norma Bates
- CCH Pounder ..... Fran Ambrose
- Warren Frost ..... Dr. Leo Richmond
- Donna Mitchell ..... Connie Bates
- Thomas Schuster ..... Chet Rudolph
- Sharen Camille ..... Holly
- Bobbi Evors ..... Gloria
- John Landis ..... Mike Calvecchio
- Kurt Paul ..... Raymond Linette